# سيليه ويد
سيليه ويد (بالنرويجية: Silje Waade‏) مواليد 20 مارس 1994 في النرويج، هي لاعبة كرة يد نرويجية تلعب كظهير أيمن. مثلت منتخب النرويج لكرة اليد للسيدات. حققت المركز الأول في بطولة أوروبا لكرة اليد للسيدات 2016.

## الإنجازات
- بطولة أوروبا لكرة اليد للسيدات
  - الفوز: 2016
- بطولة العالم لكرة اليد للسيدات شباب:
  - الميدالية البرونزية: 2012

## روابط خارجية
- سيليه ويد على موقع الاتحاد الأوروبي لكرة اليد (الإنجليزية)
- سيليه ويد على موقع الاتحاد النرويجي لكرة اليد (النرويجية)